# Rajd Australii 2000
Rezultaty Rajdu Australii (13th Telstra Rally Australia), eliminacji Rajdowych Mistrzostw Świata w 2000 roku, który odbył się w dniach 9-12 listopada. Była to trzynasta runda czempionatu w tamtym roku i dziewiąta szutrowa, a także trzynasta w Production World Rally Championship. Bazą rajdu było miasto Perth. Zwycięzcami rajdu została fińska załoga Marcus Grönholm i Timo Rautiainen jadąca Peugeotem 206 WRC, którzy zwyciężyli po tym jak zdyskwalifikowano ich rodaków Tommiego Mäkinena i Risto Mannisenmäkiego za nieregulaminową turbosprężarkę w ich Mitsubishi Lancerze Evo VI. Wyprzedzili oni Brytyjczyków Richarda Burnsa i Roberta Reida w Subaru Imprezie WRC oraz Francuzów François Delecoura i Daniela Grataloupa w Peugeocie 206 WRC. Z kolei w Production WRC zwyciężyła urugwajsko-argentyńska załoga Gustavo Trelles i Jorge del Buono w Mitsubishi Lancerze Evo VI.
Rajdu nie ukończyło siedem załóg fabrycznych. Belg Freddy Loix w Mitsubishi Lancerze Evo VI wycofał się na 3. odcinku specjalnym na skutek awarii skrzyni biegów. Na 6. oesie swój udział w rajdzie zakończył Brytyjczyk Colin McRae w Fordzie Focusie WRC, a przyczyną jego wycofania się była awaria silnika. Z kolei na 10. oesie zdyskwalifikowany został jego partner z zespołu Forda, Carlos Sainz, gdyż zatrzymał samochód w nieprzepisowej strefie. Brytyjczyk Alister McRae, jadący Hyundaiem Accentem WRC wycofał się na 15. oesie z powodu awarii zawieszenia. Francuz Gilles Panizzi w Peugeocie 206 WRC miał awarię skrzyni biegów na 21. oesie. Rajdu nie ukończyły trzy załogi jadące Subaru Imprezą WRC. Fin Juha Kankkunen miał wypadek na 16. oesie, Norweg Petter Solberg – wypadek na 8. oesie, a Estończyk Markko Märtin – awarię skrzyni biegów na 2. oesie.

## Klasyfikacja ostateczna
| Miejsce                     | Zawodnik                  | Pilot                     | Samochód                  | Czas                      | Strata                    | Grupa                     | Punkty                    |
| WRC (pierwsza dziesiątka)   | WRC (pierwsza dziesiątka) | WRC (pierwsza dziesiątka) | WRC (pierwsza dziesiątka) | WRC (pierwsza dziesiątka) | WRC (pierwsza dziesiątka) | WRC (pierwsza dziesiątka) | WRC (pierwsza dziesiątka) |
| --------------------------- | ------------------------- | ------------------------- | ------------------------- | ------------------------- | ------------------------- | ------------------------- | ------------------------- |
| 1.                          | Marcus Grönholm           | Timo Rautiainen           | Peugeot 206 WRC           | 3:43:57.2                 |                           | A8 M                      | 10                        |
| 2.                          | Richard Burns             | Robert Reid               | Subaru Impreza WRC        | 3:43:59.9                 | +2.7                      | A8 M                      | 6                         |
| 3.                          | François Delecour         | Daniel Grataloup          | Peugeot 206 WRC           | 3:45:30.6                 | +1:33.4                   | A8 M                      | 4                         |
| 4.                          | Kenneth Eriksson          | Staffan Parmander         | Hyundai Accent WRC        | 3:46:17.8                 | +2:20.6                   | A8 M                      | 3                         |
| 5.                          | Tapio Laukkanen           | Kaj Lindström             | Ford Focus WRC            | 3:46:28.1                 | +2:30.9                   | A8                        | 2                         |
| 6.                          | Toni Gardemeister         | Paavo Lukander            | SEAT Córdoba WRC          | 3:46:46.5                 | +2:49.3                   | A8 M                      | 1                         |
| 7.                          | Possum Bourne             | Craig Vincent             | Subaru Impreza WRC        | 3:48:30.7                 | +4:33.5                   | A8                        |                           |
| 8.                          | Didier Auriol             | Denis Giraudet            | SEAT Córdoba WRC          | 3:51:51.8                 | +7:54.6                   | A8 M                      |                           |
| 9.                          | Neal Bates                | Coral Taylor              | Toyota Corolla WRC        | 3:53:04.0                 | +9:06.8                   | A8                        |                           |
| 10.                         | Katsuhiko Taguchi         | Bobby Willis              | Mitsubishi Lancer Evo VI  | 3:57:43.8                 | +13:46.6                  | A8                        |                           |
| PWRC (punktujący zawodnicy) |                           |                           |                           |                           |                           |                           |                           |
| 1. (12.)                    | Gustavo Trelles           | Jorge del Buono           | Mitsubishi Lancer Evo VI  | 4:01:36.1                 |                           | N4                        | 10                        |
| 2. (13.)                    | Toshihiro Arai            | Roger Freeman             | Subaru Impreza 555        | 4:02:18.4                 | +42.3                     | N4 TC                     | 6                         |
| 3. (14.)                    | Manfred Stohl             | Peter Müller              | Mitsubishi Lancer Evo VI  | 4:03:27.8                 | +1:51.7                   | N4                        | 4                         |
| 4. (15.)                    | Ed Ordynski               | Iain Stewart              | Mitsubishi Lancer Evo VI  | 4:04:15.8                 | +2:39.7                   | N4                        | 3                         |
| 5. (16.)                    | Giovanni Manfrinato       | Claudio Condotta          | Mitsubishi Lancer Evo VI  | 4:05:06.1                 | +3:30.0                   | N4                        | 2                         |
| 6. (17.)                    | Claudio Menzi             | Edgardo Galindo           | Mitsubishi Lancer Evo VI  | 4:05:59.5                 | +4:23.4                   | N4                        | 1                         |

1. ↑  Litera M przy oznaczeniu grupy do której należy samochód oznacza, iż tylko ci kierowcy zdobywali punkty dla swoich zespołów liczonych w klasyfikacji producentów na koniec sezonu.

## Zwycięzcy odcinków specjalnych
| Dzień      | Odcinek | G. rozp. | Nazwa                | Długość  | Zwycięzca                       | Czas    | Lider rajdu     |
| ---------- | ------- | -------- | -------------------- | -------- | ------------------------------- | ------- | --------------- |
| 1 (9 LIS)  | SS1     | 18:42    | Langley Park Super 1 | 2.20 km  | Marcus Grönholm                 | 1:31.6  | Marcus Grönholm |
| 2 (10 LIS) | SS2     | 10:26    | Helena North 1       | 24.14 km | Marcus Grönholm                 | 13:55.8 | Marcus Grönholm |
| 2 (10 LIS) | SS3     | 10:53    | Helena South 1       | 18.43 km | Juha Kankkunen                  | 9:50.0  | Marcus Grönholm |
| 2 (10 LIS) | SS4     | 11:58    | New Kev's            | 9.56 km  | Petter Solberg                  | 6:10.9  | Marcus Grönholm |
| 2 (10 LIS) | SS5     | 12:36    | New Beraking         | 26.46 km | Tommi Mäkinen                   | 15:09.9 | Marcus Grönholm |
| 2 (10 LIS) | SS6     | 13:24    | Flynns Short         | 19.98 km | Petter Solberg                  | 12:03.8 | Marcus Grönholm |
| 2 (10 LIS) | SS7     | 15:31    | Helena North 2       | 24.14 km | François Delecour               | 13:39.0 | Marcus Grönholm |
| 2 (10 LIS) | SS8     | 15:58    | Helena South 2       | 18.43 km | Tommi Mäkinen                   | 9:42.5  | Marcus Grönholm |
| 2 (10 LIS) | SS9     | 16:23    | Atkins               | 4.42 km  | Kenneth Eriksson                | 3:00.3  | Juha Kankkunen  |
| 2 (10 LIS) | SS10    | 19:30    | Langley Park Super 2 | 2.20 km  | François Delecour Tommi Mäkinen | 1:31.8  | Juha Kankkunen  |
| 3 (11 LIS) | SS11    | 08:32    | Stirling East        | 35.48 km | Richard Burns                   | 20:01.3 | Richard Burns   |
| 3 (11 LIS) | SS12    | 09:19    | Brunswick            | 16.63 km | Tommi Mäkinen                   | 9:16.3  | Richard Burns   |
| 3 (11 LIS) | SS13    | 11:13    | Wellington Dam       | 45.42 km | Richard Burns                   | 25:37.7 | Richard Burns   |
| 3 (11 LIS) | SS14    | 13:54    | New Harvey Weir      | 7.54 km  | Marcus Grönholm                 | 3:51.8  | Richard Burns   |
| 3 (11 LIS) | SS15    | 14:14    | Stirling West        | 15.89 km | Marcus Grönholm                 | 9:31.2  | Richard Burns   |
| 3 (11 LIS) | SS16    | 15:56    | Murray Pines         | 18.53 km | Kenneth Eriksson                | 11:10.8 | Tommi Mäkinen   |
| 3 (11 LIS) | SS17    | 19:30    | Langley Park Super 3 | 2.20 km  | Richard Burns                   | 1:33.7  | Marcus Grönholm |
| 4 (12 LIS) | SS18    | 07:32    | Bannister West       | 35.29 km | Tommi Mäkinen                   | 17:33.0 | Tommi Mäkinen   |
| 4 (12 LIS) | SS19    | 08:52    | Bannister North      | 36.84 km | Tommi Mäkinen                   | 19:44.6 | Tommi Mäkinen   |
| 4 (12 LIS) | SS20    | 10:42    | Bannister South      | 25.16 km | Marcus Grönholm                 | 15:04.3 | Tommi Mäkinen   |
| 4 (12 LIS) | SS21    | 12:34    | Michelin TV Stage    | 2.73 km  | Marcus Grönholm                 | 1:33.9  | Marcus Grönholm |

## Klasyfikacja po 13 rundach
Tabele przedstawiają tylko pięć pierwszych miejsc.

### Kierowcy
| Lp. | Kierowca        | Pkt |
| --- | --------------- | --- |
| 1   | Marcus Grönholm | 59  |
| 2   | Richard Burns   | 50  |
| 3   | Colin McRae     | 43  |
| 4   | Carlos Sainz    | 43  |
| 5   | Tommi Mäkinen   | 32  |

### Producenci
| Lp. | Producent                    | Pkt |
| --- | ---------------------------- | --- |
| 1   | Peugeot Esso                 | 104 |
| 2   | Ford Martini                 | 88  |
| 3   | Subaru World Rally Team      | 76  |
| 4   | Marlboro Mitsubishi Ralliart | 39  |
| 5   | SEAT Sport                   | 11  |